# Pio e Amedeo
Pio e Amedeo sono un duo comico italiano. La coppia è formata da Pio D'Antini (Foggia, 25 agosto 1983) e Amedeo Grieco (Foggia, 20 agosto 1983).

## Carriera
Sin da giovani mostrano grande interesse per la recitazione e, dopo le prime esperienze nel mondo del cabaret e dell'animazione nei villaggi turistici, il duo esordisce in televisione sulla rete locale pugliese Telefoggia con la trasmissione Occhio di bue. In seguito arrivano alle emittenti regionali Radionorba, dirigendo la fascia oraria 15:00 - 17:00 e su Telenorba con la trasmissione U' Tub (nome parodistico che gioca sulla pronuncia dialettale pugliese del nome del sito di condivisione video YouTube), in cui filmano delle candid camera e intervistano i passanti di vari comuni pugliesi con domande demenziali.
La gavetta permette al duo comico di gettare le basi per il grande salto alla TV nazionale, che avviene nel maggio 2011 quando, dopo un provino alla Rai, il duo viene assunto per i programmi Stiamo tutti bene e Base Luna su Rai 2. Nel 2012 i due foggiani passano a Mediaset, in cui avevano già lavorato in precedenza per conto del laboratorio di Zelig, come inviati del programma Le Iene con la rubrica satirica Chiunque Può. Il 2013 li vede nuovamente protagonisti delle Iene con la rubrica comica intitolata Ultras dei Vip, nella quale guidano un gruppo di loro amici nel cantare cori simili a quelli da stadio ma rivisti in chiave comica nei confronti di personalità conosciute.
Il 12 luglio 2013 esce il loro primo brano dal titolo You Porn, prodotto da Gabry Ponte sul suo laptop-studio e realizzato usando un sample della nota Carnaval de Paris del trio dance Dario G, nel quale vestono i panni di personaggi da loro interpretati in Ultras dei Vip.
Nell'autunno dello stesso anno è stato prodotto il primo film del duo, al loro esordio cinematografico: il titolo provvisorio era Fuggi fuggi da Foggia, racconta un equivoco da cui i due devono scappare fuggendo dalla città di Foggia inseguiti da un debito e da una triste vicenda d'amore. Le riprese si sono svolte a Foggia, Monte Sant'Angelo, Milano, Roma e Amsterdam. Il film, che ha poi adottato il titolo Amici come noi, è uscito nelle sale il 20 marzo 2014; il giorno successivo raggiunge il primo posto in classifica, incassando 93.224 euro in 24 ore, con circa 16.000 spettatori paganti. Nel primo weekend di programmazione il film, sempre al primo posto nel boxoffice Italia, incassa 1.275.272 euro, consolidando così il proprio successo.
Da settembre 2014 il duo conduce il programma radiofonico A disposizione ai microfoni di RTL 102.5, in onda il venerdì sera dalle 23 all'1. L'11 dicembre dello stesso anno esce il loro primo film di Natale, Ma tu di che segno 6?, con Massimo Boldi, Gigi Proietti, Vincenzo Salemme e Ricky Memphis. Nel 2014 esce anche il loro primo libro, Salviamo il mondo mo' senza esagerare, edito da Mondadori. Dal 3 aprile 2016 sono protagonisti del programma da loro stessi ideato Emigratis, in onda su Italia 1 in seconda serata la domenica. In estate commentano le partite dell'Europeo su RTL 102.5.
Dal 12 marzo 2017 tornano con la seconda stagione di Emigratis 2. Il 15 maggio seguente esce il videoclip di Senza pagare di J-Ax & Fedez, che è stato girato tra Foggia e Los Angeles e a cui hanno preso parte insieme a Paris Hilton. Il 19 marzo 2018 ritornano con Emigratis, annunciando già in precedenza che sarà l'ultima stagione della serie, formata da 5 puntate ma con una durata nettamente superiore a puntata (circa 2 ore a episodio). Sempre nel 2018 inizia il loro tour teatrale Tutto fa Broadway, con appuntamenti nei teatri di tutta Italia. 
Ancora nel 2018 ricevono il ‘Premio Carlo Vanzina-Prince of Comedy’ durante la XVI edizione di “Ischia Global Fest”. Riconoscimento destinato a giovani artisti distintisi nel corso della stagione, in grado di raccontare la società, il costume, i vizi e le virtù degli italiani con leggerezza ed intelligenza.
Il 6 febbraio 2019 sono ospiti della seconda serata del 69º Festival di Sanremo; il picco di share della serata è raggiunto proprio con il loro sketch con il 54,45% (12.260.000 telespettatori). 
In primavera sono nel cast di tutte le puntate del serale di Amici di Maria De Filippi riscuotendo un ampio consenso di pubblico anche grazie ad alcuni brani di Ricky Martin arrangiati in chiave ironica ("Grazie a Maria"). Torneranno come ospiti fissi anche nell'edizione del 2021.
Nell'autunno del 2019 i due danno il via al loro show dal vivo La classe non è qua che debutta con un sold-out il 23 settembre all'Arena di Verona. I due raccolgono vari apprezzamenti in giro per l'Italia arrivando ad esibirsi in luoghi prestigiosi come il Teatro antico di Taormina, il Sistina di Roma e l'Arcimboldi di Milano. 
Il 16 aprile 2021 esordiscono in prima serata su Canale 5 con il loro programma Felicissima sera. Il 28 settembre 2022 tornano con una nuova edizione di Emigratis sempre in prima serata, ma questa volta su Canale 5.
Il 1º gennaio 2022 Pio e Amedeo tornano al cinema con Belli ciao per la regia di Gennaro Nunziante.
Il 2022 segna per il duo comico anche il ritorno in TV di Emigratis dopo il successo delle precedenti edizioni.
Nel marzo del 2023 torna la seconda edizione del programma Felicissima sera con tre puntate in prima serata sempre su Canale 5 e a dicembre esce il loro ultimo film Come può uno scoglio. Da ottobre alla primavera del 2024 invece i due tornano a teatro con Felicissimo show sulla scia del successo televisivo.

## Vita privata
Amedeo Grieco ha frequentato il liceo scientifico "Guglielmo Marconi" di Foggia mentre Pio D'Antini ha frequentato l'istituto di ragioneria "Pietro Giannone" di Foggia.
Pio D'Antini e la modella Cristina Garofalo si sono sposati nel luglio del 2016 e nel dicembre dello stesso anno è nata la loro figlia Chiara. Mentre Amedeo Grieco è sposato con Maria Finizio dalla quale ha avuto due figli, Federico nato nel 2015 e Alice nata nel 2018.
Entrambi son stati nominati Cav. Uff. dell'Ordine al Merito di Savoia, per meriti artistici. 

## Controversie
Nel 2021, il duo è stato interessato da numerose polemiche a seguito di dichiarazioni e atteggiamenti, assunti nel programma Felicissima sera,  esplicitamente razzisti, antisemiti, omofobi e misogini. Il duo è stato accusato sui social media e da differenti esponenti delle diverse comunità, tra cui Vladimir Luxuria, Alessandro Cecchi Paone, Ruth Dureghello, Fabrizio Marrazzo, di aver espresso mancanza di conoscenza e sensibilità sui problemi trattati non considerando i danni fisici e psicologici a cui sono sottoposti gli appartenenti alle differenti comunità.

## Filmografia

### Cinema
Registi
• Oi Vita Mia (2025)

#### Attori
- Amici come noi, regia di Enrico Lando (2014)
- Ma tu di che segno 6?, regia di Neri Parenti (2014)
- Belli ciao, regia di Gennaro Nunziante (2022)
- Come può uno scoglio, regia di Gennaro Nunziante (2023)
- Oi Vita Mia, regia di Pio e Amedeo (2025)

### Videoclip
- Senza pagare - J-Ax & Fedez (2017)

### Doppiatori
- Scarpette rosse e i sette nani (Red Shoes and the Seven Dwarfs), regia di Sung-ho Hong (2019)

## Televisione
- Occhio di bue (TeleFoggia, 2004)
- Giù Box (Telenorba, 2006)
- U' Tub (Telenorba, 2008)
- Sbattiti (Telenorba, 2010)
- Stiamo tutti bene (Rai 2, 2011)
- Base Luna (Rai 2, 2011)
- Le Iene (Italia 1, 2012-2015) Inviati
- Emigratis (Italia 1, 2016-2018; Canale 5, 2022)
- Amici di Maria De Filippi (Canale 5, 2019, 2021) Ospiti fissi
- Felicissima sera (Canale 5, 2021, 2023)

## Teatro
- Tutto fa Broadway (2018)
- La classe non è qua (2019)
- Felicissimo show (2023-2024)